# Давуд, Мохаммед
Мохаммед Давуд Ясин (англ. Mohammed Dawood Yaseen; 22 ноября 2000, Багдад) — иракский футболист, нападающий клуба «Аль-Нафт» и сборной Ирака.

## Клубная карьера
Давуд родился в Багдаде и начал свою юношескую карьеру в клубе «Аль-Олум валь-Технология». В 2014 году он сменил команду и отправился в «Аль-Хутут», где пробыл два года. Он перебрался в команду «Аль-Нафт», и стал играть за первую команду в сезоне 2016/17. Он забил свой первый гол в лиге за «Аль-Нафт» в феврале 2017 года в матче против команды «Аль-Хусейн» в иракской премьер-лиге. Всего за свой дебютный сезон он забил 9 голов и помог команде стать вице-чемпионом.